# Jean-Baptiste-Charlemagne Louis-Bazile
Jean-Baptiste-Charlemagne Louis-Bazile (31 mai 1786, Montfey - 19 avril 1866, Belan-sur-Ource) est un maître de forges et homme politique français. 

## Biographie
Jean-Baptiste-Charlemagne Louis-Bazile est le fils d'Étienne Louis, notaire et négociant à Montfey, et d'Anne Elisabeth Truchy. Il est le frère de Charles Louis, adjoint au maire du 5e arrondissement de Paris. Il fait ajouter Bazile à son nom à la suite de son mariage avec Marie-Adèle Bazile, fille d'Aimé Bazile, négociant en bois et banquier à Châtillon-sur-Seine, et d'Anne Françoise Henriette Poussy. Une de ses filles épouse Memmie-Rose de Maupas, député de l'Aube.
Il entre dans l'industrie et devient maître de forges à Châtillon-sur-Seine. Il devient juge puis président du tribunal de commerce de Châtillon-sur-Seine (1826).
Capitaine de la garde nationale en 1815, il appartient à l'opposition constitutionnelle sous la Restauration, et est élu député de la Côte-d'Or le 17 novembre 1827, face à M. de Framery. 
Signataire de l'adresse des 221, il obtient sa réélection le 25 juin 1830 et prend part à l'établissement de la monarchie de Louis-Philippe, est nommé colonel de la garde nationale et siège à la Chambre dans la majorité qui soutient la politique conservatrice à partir de 1830. Réélu, le 5 juillet 1831, il ne se représente pas en 1834.
Membre du Conseil général de la Côte-d'Or (pour le Canton de Châtillon-sur-Seine), rallié au gouvernement présidentiel de Louis-Napoléon Bonaparte après 1848, il adhère au coup d'État et est élu, avec l'appui officiel de l'administration, le 29 février 1852, député de la 3e circonscription de la Côte-d'Or au Corps législatif. Louis-Bazile s'associe au rétablissement de l'Empire qu'il soutient constamment de ses votes jusqu'en 1863, obtenant le renouvellement de son mandat le 22 juin 1857. Il a pour successeur à la Chambre le neveu de sa femme, Henri Armand Rolle.
Dès 1842, il commence à acquérir des terres autour de Belan-sur-Ource afin de construire le château de Belan-sur-Ource (1863), réputé offert en cadeau de mariage à sa petite-fille Valentine de Maupas, mariée à Édouard Wartelle d'Herlincourt.
Il est enterré au cimetière de l'église Saint-Vorles à Châtillon-sur-Seine.

## Fonctions politiques
- Député de la Côte-d'Or : 1827 - 1830, 1831 - 1834, puis 1852 - 1863
- Conseiller général du canton de Châtillon-sur-Seine de 1933 à 1861.

## Sources
- Borel d'Hauterive, Les grands corps politiques de l'État: biographie complète des membres du sénat, du conseil d'État et du corps législatif ... jusqu'au ... 1853; par un ancien député, 1853
- « Jean-Baptiste-Charlemagne Louis-Bazile », dans Adolphe Robert et Gaston Cougny, Dictionnaire des parlementaires français, Edgar Bourloton, 1889-1891 [détail de l’édition]